# Рада праці та оборони
Рада праці та оборони, РПО (рос. Совет труда и обороны, СТО) — надзвичайний вищий орган РСФРР, що здійснював керівництво господарським будівництвом і обороною, спрямовував і координував діяльність економічних комісаріатів і відомств. Створена в квітні 1920 року шляхом перейменування Ради робітничої і селянської оборони. У грудні 1920 року отримала юридичний статус комісії при РНК РРФСР. У 1923 році при утворенні РНК СРСР була ліквідована РПО РРФСР і утворена РПО СРСР. Остання була скасована постановою ЦВК СРСР від 28 квітня 1937 року, її функції були передані Економічній раді та Комітету оборони при РНК СРСР.
В УРСР впродовж 1921 — 1923 років називалася Економічною Радою, згодом до 1937 року – Українською Економічною Нарадою (УЕН). РПО мала права міжвідомчої комісії і була свого роду «внутрішнім кабінетом» в РНК, постанови якого були обов'язкові для всіх союзних і республіканських військових та господарських установ.
Економічна Рада й УЕН УРСР були подвійно підпорядковані — РПО СРСР і РНК УРСР. Представник УЕН входив до складу РТО СРСР. Очолював РПО й УЕН голова РНК, до складу його входили серед інших наркоми оборони, воєнної промисловості, шляхів сполучення, фінансів (в УРСР — уповноважені цих союзних наркоматів); пізніше також нарком важкої промисловості та голова Держплану й Держбанку.
До компетенцій РТО, Економічної Рада й УЕН належав попередній розгляд річних і квартальних господарських і фінансових планів (особливо воєнних) та загальний нагляд за роботою Вищої Ради народного господарства та місцевих раднаргоспів, погодження спірних питань між центральними та місцевими органами і контроль та перевірка виконання ухвал РНК СРСР і УРСР.
1937 року внаслідок централізації управління УЕН УРСР ліквідовано, а функції РПО СРСР передано Економічній раді та Комітету оборони при РНК СРСР (у 1941—1955 роках існував як бюро в складі РНК, а з 1946 — Ради Міністрів СРСР).